# Testament (album Krystiana Ochmana)
Testament – drugi album studyjny amerykańsko-polskiego piosenkarza Krystiana Ochmana. Wydawnictwo ukazało się 17 listopada 2023 nakładem wytwórni muzycznej Polydor Records w dystrybucji Universal Music Polska.
Album jest utrzymany w stylu muzyki poważnej, pop i hip-hopu. Składa się z wersji standardowej (1 CD). W przedsprzedaży do zamówionej płyty był dołączany bezpłatny dodatkowy fizyczny singel CD z utworem „Christmas Vibes”.
Płyta zadebiutowała na 14. miejscu polskiej listy sprzedaży – OLiS.
Nagrania były promowane singlami: „Bittersweet”, „Cry for You”, „Bronia”, „8ball”, „Rozmyty obraz”, „Ona widzi nas”, „Telefony” i „Testament”.

## Lista utworów
Opracowano na podstawie materiału źródłowego.
| Testament – Wersja standardowa | Testament – Wersja standardowa              | Testament – Wersja standardowa                                    | Testament – Wersja standardowa                  | Testament – Wersja standardowa |
| Nr                             | Tytuł utworu                                | Słowa                                                             | Muzyka                                          | Długość                        |
| ------------------------------ | ------------------------------------------- | ----------------------------------------------------------------- | ----------------------------------------------- | ------------------------------ |
| 1.                             | „Intro”                                     | utwór instrumentalny                                              | Karol Serek, Paweł Wawrzeńczyk                  | 1:11                           |
| 2.                             | „8ball”                                     | Krystian Ochman, Karol Serek, Paweł Wawrzeńczyk                   | Krystian Ochman, Karol Serek, Paweł Wawrzeńczyk | 2:59                           |
| 3.                             | „Rozmyty obraz”                             | Krystian Ochman, Karol Serek, Paweł Wawrzeńczyk                   | Krystian Ochman, Karol Serek, Paweł Wawrzeńczyk | 2:45                           |
| 4.                             | „Testament”                                 | Krystian Ochman, Tomasz Kulik, Piotr Gozdek                       | Krystian Ochman, Tomasz Kulik, Piotr Gozdek     | 2:53                           |
| 5.                             | „Bittersweet” (gościnnie: Opał)             | Krystian Ochman, Łukasz Opiłka                                    | Krystian Ochman, Adam Wiśniewski, Łukasz Opiłka | 3:10                           |
| 6.                             | „Cry for You” (gościnnie: Kalush Orchestra) | Krystian Ochman, Ołeh Psiuk, Iwan Kłymenko, Małgorzata Uściłowska | Krystian Ochman, Adam Wiśniewski                | 3:29                           |
| 7.                             | „Ona widzi nas”                             | Krystian Ochman, Tomasz Kulik                                     | Krystian Ochman, Tomasz Kulik, Rafał Malicki    | 2:43                           |
| 8.                             | „Sexy Lady”                                 | Krystian Ochman                                                   | Krystian Ochman, Juliusz Kamil                  | 3:58                           |
| 9.                             | „Telefony”                                  | Krystian Ochman, Karol Serek, Paweł Wawrzeńczyk                   | Krystian Ochman, Karol Serek, Paweł Wawrzeńczyk | 3:09                           |
| 10.                            | „Rats”                                      | Krystian Ochman                                                   | Krystian Ochman, Karol Serek, Paweł Wawrzeńczyk | 2:41                           |
| 11.                            | „Bronia” (oraz Jerry Heil)                  | Krystian Ochman, Jana Szemajewa, Tomasz Kulik                     | Krystian Ochman, Jana Szemajewa, Tomasz Kulik   | 3:31                           |
| 12.                            | „Szkoda mi jej”                             | Krystian Ochman, Tomasz Kulik                                     | Krystian Ochman, Tomasz Kulik, Rafał Malicki    | 3:08                           |
| 13.                            | „Your Own Kind”                             | Krystian Ochman, Karol Serek, Paweł Wawrzeńczyk                   | Krystian Ochman, Karol Serek, Paweł Wawrzeńczyk | 3:10                           |
| 14.                            | „The Wind”                                  | Krystian Ochman                                                   | Krystian Ochman, Karol Serek, Paweł Wawrzeńczyk | 3:27                           |
|                                |                                             |                                                                   |                                                 | 42:14                          |

## Pozycje na listach sprzedaży

### Pozycje na listach tygodniowych
| Kraj   | Lista (2023)            | Najwyższa pozycja |
| ------ | ----------------------- | ----------------- |
| Polska | OLiS – albumy           | 14                |
| Polska | OLiS – albumy fizycznie | 10                |